# Phryganomelus fullonius
Phryganomelus fullonius är en insektsart som först beskrevs av Karsch 1896.  Phryganomelus fullonius ingår i släktet Phryganomelus och familjen gräshoppor. Inga underarter finns listade i Catalogue of Life.